# Gammelsdorf
Gammelsdorf est une commune de Bavière (Allemagne), située dans l'arrondissement de Freising, dans le district de Haute-Bavière.